# Levantijnse Zee
De Levantijnse Zee is als randzee de benaming voor het oostelijke deel van de Middellandse Zee (ten oosten van 24° OL). De Levantijnse Zee wordt begrensd door Turkije in het noorden, Syrië, Libanon en Israël in het oosten en Egypte in het zuiden.
De naam Levantijnse Zee verwijst naar de Levant, het oostelijk kustgebied van de Middellandse Zee dat al sinds de oudheid een belangrijke handelsbestemming is.
De belangrijkste rivier die uitmondt in de Levantijnse Zee is de Nijl. Ten oosten van de Nijldelta vormt het Suezkanaal de verbinding met de Rode Zee. In het noorden ligt de Golf van Antalya en in het noordoosten de Golf van Iskenderun.
Ten westen van de Levantijnse Zee ligt de Libische Zee en ten noordwesten de Egeïsche Zee.